# Norman Kamaru
Norman Kamaru (nacido en Gorontalo el 27 de noviembre de 1985) es un cantante indonesio y exmiembro de la Brigada Móvil de la Policía de Indonesia. Su nombre se hizo famoso después de participar en un vídeo titulado "lip-sync-nya", que interpretó su primer tema musical titulado "Chaiyya Chaiyya", un tema musical que fue reeditado de una versión original de la India. Aunque este video musical provocó controversias dentro de la unidad policial. Las imágenes que mostraba las formas de besarse dentro de la institución, que tenía una duración de 6 minutos y 30 segundos, hizo que muchas personas que lo vieran y se entretengan con humor.

## Biografía
Norman Kamaru es hijo de Idris Kamaru y Halimah Martinus. Es el más joven de sus nueve hermanos. Su madre Halimah Martinus, decidió separarse del resto de su familia y actualmente reside en Pancawardana, Kelurahan Padebuolo, un distrito de la ciudad de Gorontalo.

## Descargas
El fenómeno conocido por las descargas de vídeos por internet como en Youtube, Norman Kamaru al final fue despedido de su empleo. Aunque su carrera había iniciado en la Brigada en Gorontalo, fue retirado el 6 de diciembre de 2011. La decisión fue tomada por medio de un juicio bajo la Dirección de los Códigos profesionales de ética y de la Policía de Seguridad, de acuerdo al Reglamento del Gobierno N º 1 de 2003, considerado como una violación a los reglamentos de disciplina para que deje de trabajar durante 84 días, a la vez fue sancionado con multa.

## Carrera
Norman Kamaru después de ser despedido de la Policía y haber participado en el video musical de "lip-sync-nya", se hizo famoso tras ser aclamado por la gente que empezaron a brindarle el apoyo. Interpretó su primer tema musical titulado "Chaiyya Chaiyya", una reedición de la versión original hindú. Con este tema musical hizo bailar a mucha gente siendo unos de los temas musicales que se puso de moda en su momento y luego fue subido a las descargas de Youtube por internet. Tras las grabaciones del video, hizo también entretener a sus compañeros cuando él era guardia de la Brigada Móvil.